# Khajag Barsamian

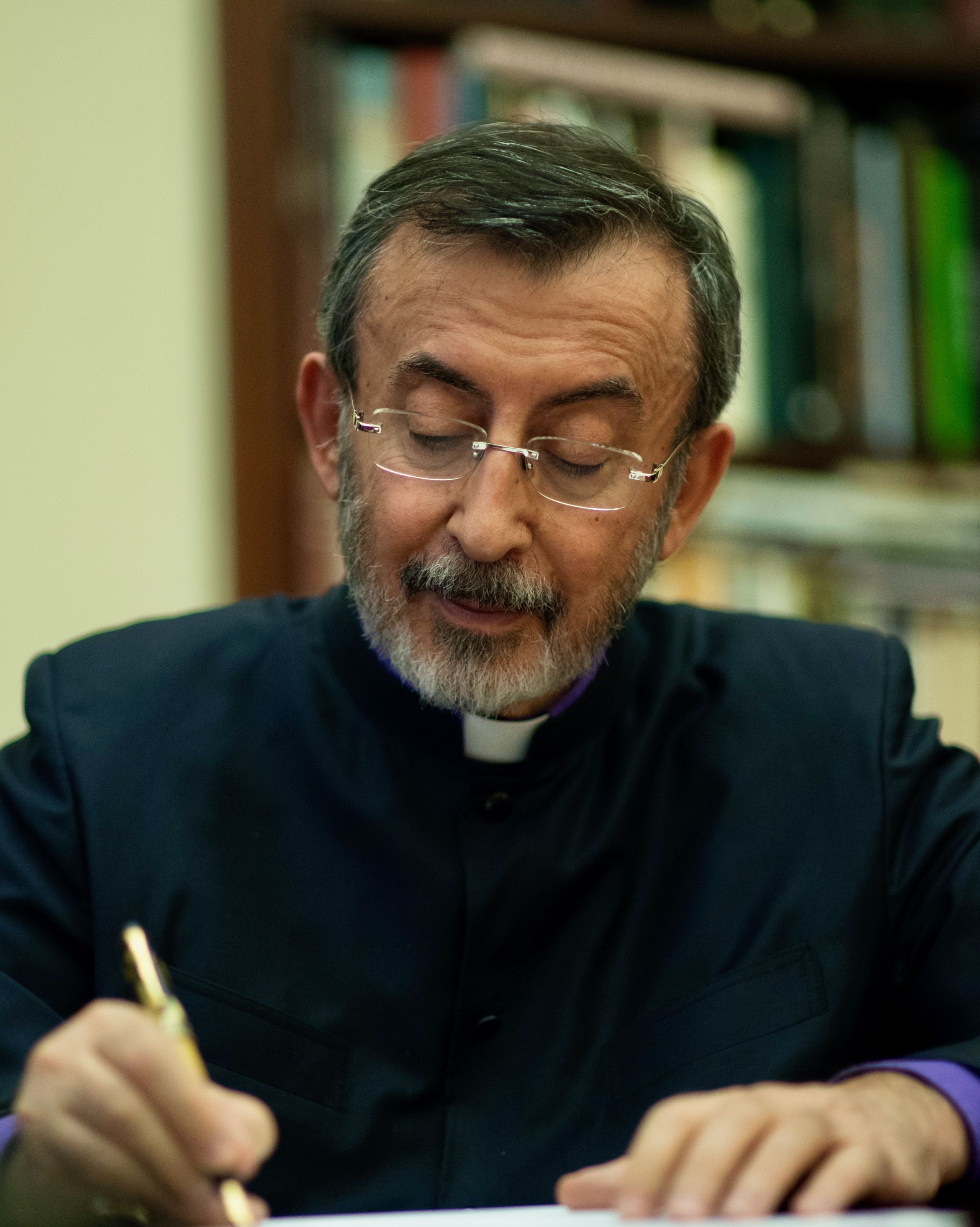
Khajag Barsamian (2020)

Khajag Barsamian (* 4. Juli 1951 in Arapgir, Türkei) ist ein türkischer Geistlicher der Armenischen Apostolischen Kirche. Er war von 1990 bis 2018 Primas (ab 1992 Erzbischof) der Östlichen Diözese der Armenischen Apostolischen Kirche in Nordamerika (Katholikat von Etschmiadsin).

## Werdegang
Barsamian begann seine Ausbildung im Heilig-Kreuz-Seminar des armenischen Patriarchats von Konstantinopel in Istanbul. Von 1967 bis 1971 setzte er seine Studien im Theologischen Seminar des armenischen Patriarchats von Jerusalem fort. 1971 wurde er zum Priester geweiht und 1973 zum Vardapet promoviert. 
Als Seelsorger wirkte Khajag Barsamian in Istanbul, dem Nahen Osten und in den USA. 1990 wurde er zum Primas der Östlichen Diözese der USA gewählt und durch Katholikos Wasgen I. in Etschmiadsin zum Bischof geweiht. 1992 erhielt er den Titel eines Erzbischofs. 2018 endete seine Amtszeit als Primas und er wurde erster Repräsentant der Armenischen Apostolischen Kirche beim Heiligen Stuhl.
Barsamian ist Mitherausgeber einer Übersetzung der altarmenischen Bibel in das Neuarmenische.